# Corea acantocítica
La corea acantocítica (ChAc, també anomenada coreoacantositosi), és una malaltia hereditària poc comuna causada per una mutació del gen que dirigeix les proteïnes estructurals en els glòbuls vermells de la sang. Pertany a un grup de quatre malalties agrupades sota el nom d'acantocitosis. Quan la sang del pacient és observada a través d'un microscopi, apareixen alguns dels glòbuls vermells característics d'aquesta malaltia amb múltiples espines al seu voltant, i són denominats específicament acantòcits.
Altres efectes de la malaltia poden incloure epilèpsia, canvis de comportament, degeneració muscular i degeneració neuronal, similar a la que pateixen els pacients amb la malaltia de Huntington. L'edat mitjana d'aparició dels símptomes és als 35 anys. La malaltia és incurable i inevitablement condueix a la mort prematura.
La corea acantocítica és considerada un trastorn autosòmic recessiu, tot i que també s'han detectat uns quants casos provocats per una herència autosòmica dominant.

## Etiologia
La corea acantocítica és causada per les mutacions en el gen VPS13A. El nom oficial d'aquest gen és "proteïna vacuolar classificació 13 homòleg A." VPS13A és el símbol oficial del gen.

### El gen VPS13A
El gen VPS13A proporciona instruccions per a la producció d'una proteïna anomenada "chorein", que és la proteïna vacuolar 13. La proteïna codificada per aquest gen pot controlar els passos en el cicle de les proteïnes a través de la xarxa trans-Golgi als endosomes, lisosomes i la membrana plasmàtica. Tot i així la funció específica d'aquesta proteïna en el cos no està del tot clara actualment. Alguns investigadors creuen que aquesta proteïna té un paper important en el moviment de les proteïnes dins de les cèl·lules. La majoria de les mutacions genètiques del VPS13A provoquen la producció d'una versió no funcional de la proteïna "chorein" que és anormalment petita. Malgrat que el gen VPS13A està actiu (expressat) en tot el cos, no és clar per què les mutacions en aquest gen només afecten el cervell i els glòbuls vermells.
S'han trobat aproximadament 75 mutacions en el gen VPS13A que poder causar corea acantocítica. La majoria d'aquestes mutacions insereixen o eliminen un o més blocs de construcció de l'ADN (nucleòtids) al gen VPS13A. Aquests canvis en el gen són els causants de la producció de la versió no funcional de la proteïna “chorein”.

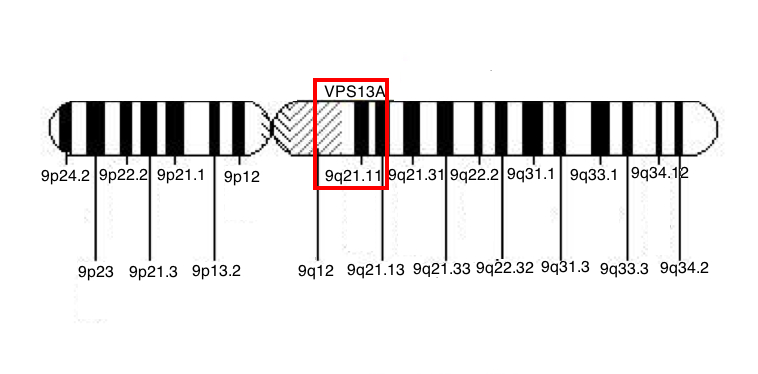
Localització del gen VPS13A al cromosoma 9

#### Composició gel gen
En un principi es va veure que el gen VPS13A contenia 73 exons i que s'estén per 250 kb. Més tard s'hi van identificar 5 exons alternatius addicionals en aquest gen (que són els exons 7b, 31B, 34b, 68b, i 69b) però es va veure que 3 d'ells, els exons 31B, 34b, i 69b, tenen codons de parada en tots els marcs de lectura 3.

#### Ubicació del gen
- Ubicació citogenètica: 9q21 (significa que el gen VPS13A es troba al llarg del braç q del cromosoma 9, concretament a la posició 21).
- Ubicació molecular en el cromosoma 9: 79.792.360 parells de bases a 80.032.398.[2]

### Herència de la corea acantocítica
Aquesta condició s'hereta en un patró autosòmic recessiu, que comporta que cada germà d'un individu afectat té un 25% de probabilitats de tenir la malaltia, un 50% de probabilitats de ser un portador asimptomàtic, i un 25% de probabilitats de ser afectat però no un vehicle. Per tant, ambdues còpies del gen en cada cèl·lula han de tenir la mutació perquè es pateixi la malaltia. Això vol dir que els pares d'una persona amb aquesta malaltia (autosòmica recessiva), han de tenir cadascun una còpia del gen mutat, tot i que aquests en general no en mostren signes ni símptomes, sinó que és quan els dos gens mutats (un de cada progenitor) passen a la descendència quan es manifesta la malaltia. Per a les famílies en què les mutacions que causen malalties són conegudes, les proves prenatals són possibles.

### Prevalença
S'han detectat entre 500 i 1000 casos de corea acantocítica en tot el món. S'ha trobat afectats en tots els orígens ètnics. Malgrat això, s'ha detectat que la mutació del gen pot ser concreta segons l'ètnia.

## Símptomes
Els signes de la corea acantocítica en general comencen a manifestar-se a principis o mitjans de l'edat adulta (al voltant dels 35 anys). Aquests van empitjorant amb l'edat fet que porta a una mort prematura de la persona, ja que la malaltia és incurable.
Aquesta síndrome consisteix en un trastorn neurològic que es caracteritza per diferents símptomes els més importants dels quals són:
- Problemes neurològics: Deguts a la pèrdua de cèl·lules en certes regions del cervell (degeneració).
- Canvis de comportament: pot ser el primer signe de l'aparició d'aquesta síndrome. Aquests poden incloure: canvis de personalitat, el trastorn obsessivocompulsiu (TOC), la falta de domini sobre un mateix i la incapacitat de tenir cura d'ell mateix. I també l'apatia, la depressió, lentitud de pensament, la hiperactivitat, la irritabilitat, la distracció, la inestabilitat emocional. Les persones poden comportar-se d'una manera immadura tenint també un comportament obsessiu-compulsiu.
- Moviments involuntaris: Són bruscos i la persona no els pots controlar. Contracció involuntària de diferents músculs (distonia). Com a conseqüència les persones:
  - Porten a terme moviments bruscos de cames i braços, essent molt comuns els moviments pelvians i l'arronsament d'espatlles.
  - Degut a la inestabilitat de la postura i la marxa, pateixen sovint caigudes.
  - També tenen espasmes violents en el tronc que ocasionen també caigudes de manera freqüent.
  - Els més freqüent són moviments involuntaris que afecten sobretot la cara, la llengua, la boca, la laringe i la faringe. Ocasionant així tics vocals, un exemple serien els grunyits, eructes involuntaris, roncs i vòmits involuntaris.
  - Complicacions per menjar, dificultat en la masticació i deglució dels aliments degudes a tics a la llengua i la gola. Fet que porta a una reducció de la ingesta calòrica, i per tant, a una reducció exagerada de pes en poc temps.
  - Acostumen a tenir ferides a la llengua a la boca degut a les mossegades automutilants conseqüència de la falta de control sobre els seus moviments.
  - A més a més les persones amb corea acantocítica solen ser propensos a tenir convulsions.
  - Poden tenir dificultat per parlar o fins i tot poder-se només comunicar mitjançant grunyits o bé xiuxiuejant.
- Deteriorament muscular (miopatia): Els músculs perden força i són més dèbils, fet que fa que la mobilitat de la persona sigui dificultosa.
- Deteriorament cognitiu: El deteriorament cognitiu és comú. Dona lloc a una dificultat per aprendre, processar i recordar informació. També es veuen afectades les funcions de memòria, mantenir la concentració amb el temps, modificació del comportament.
- Neuropatia perifèrica: Reducció de la sensibilitat i augment de la debilitat en braços i cames.
- Glòbuls vermells anormals: Els glòbuls vermells de les persones afectades tenen forma d'estrella. Aquest fet és degut a la mutació del gen autosòmic recessiu que codifica les proteïnes estructurals dels glòbuls vermells.[8][9][7]

## Diagnòstic
La malaltia es pot diagnosticar amb certesa segons la presència del símptomes propis d'aquesta. Però, a causa del fet que cada individu afectat pot presentar varietats diferents de la síndrome, hi ha diferents proves per a confirmar el diagnòstic.

### Neuroimatge
Basada en la utilització d'instruments d'imatges per ressonància magnètica (MRI) o bé amb tecnologia CT. Aquest revelen el grau d'atròfia del cervell dels pacients. Les imatges per ressonància magnètica (MRI) utilitzen uns imants d'elevada potència per polaritzar i excitar nuclis d'hidrogen en molècules d'aigua dels teixits humans, produint un senyal detectable amb el qual es poden produir imatges de tot el cos, en aquest cas concret del cervell. Aquesta tècnica no implica l'ús de radiació ionitzant i per tant, no té risc sobre la persona. Tot al contrari de la tecnologia CT que té límit en el nombre d'exploracions a les quals es veu sotmès un pacient, ja que comporta certs riscos per a la salut.

### Examen sanguini
Es pretén detectar l'augment de la quantitat d'enzims musculars i hepàtics a la sang. Principalment es mira l'augment de la quantitat de creatina-cinasa o CK. Altes quantitats d'aquesta proteïna en el sèrum pot significar un dany muscular, ja que la majoria d'enzims CK es troben en les cèl·lules musculars, per tant, quan aquestes es destrueixen queda lliures a la sang i n'augmenta la seva concentració. Els nivells normals de CK a la sang varien per diferents factors com el sexe, la raça i l'activitat, però el rang normal se situa entre 22 i 198 u/L (unitats per litre).
Amb menor freqüència també s'augmenta la concentració de LDH (lactat deshidrogenasa), AST (aspartat aminotransferasa) i ALT tots tres són també marcadors per a detectar una destrucció anòmala dels teixits del cos.

### Electromiografia (EMG)

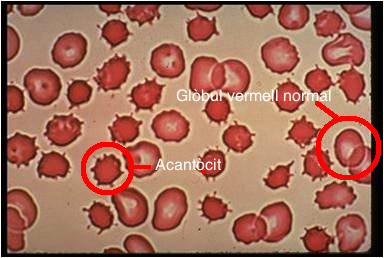
Mostra de gòbuls vermells normals i acantocítics

Tècnica utilitzada per a l'avaluació i registre de l'activitat elèctrica produïda pels músculs esquelètics. Es porta a terme utilitzant un instrument anomenat electromiògraf, el qual detecta l'energia potencial generada per les cèl·lules musculars quan són activades neuronalment o elèctrica. Els senyals poden ser utilitzats per a detectar anomalies en el moviment de les persones, ja que en condicions normals el teixit muscular en repòs hauria de ser elèctricament inactiu. Així, després de l'activitat elèctrica causada per la inserció de les agulles de l'aparell, no s'hauria de detectar cap activitat anormal espontània. En les persones afectades per la corea acantocítica això no serà així, ja que es produiran moviments involuntaris que faran aparèixer un impuls elèctric que serà detectat per l'electromiògraf.

### Proves de detecció d'acantòcits
Els acantòcits es troben a la sang dels individus que pateixen corea acantocítica en una proporció molt variable. De manera general, en el 5-50% de la població de glòbuls vermells. En alguns casos però, aquests poden estar absents o bé poden aparèixer només al final del decurs de la malaltia motiu pel qual no representen una prova de diagnòstic definitiva. A més, cal tenir en compte que la proporció d'acantòcits no es relaciona de manera directa amb la gravetat de la malaltia.

#### Microscopia electrònica de rastreig
És probablement el mètode més fiable de detectar els glòbuls vermells anòmals, però no sempre és possible.

#### Detecció de "chorein"
Mitjançant la tècnica de Transferència Western es va revelar l'absència o reducció notable de la proteïna "chorein" (codificada pel gen VPS13A el qual és el responsable d'ocasionar la malaltia) en els individus que patien corea acantocítica. Aquesta tècnica es porta a terme utilitzant antisèrums antichorein amb els quals es detecta l'expressió de chorein a les cèl·lules. En el cas de patir la síndrome la detecció és molt menor que en una persona sana.

### Proves clíniques

#### Anàlisi de la seqüència del DNA genòmic
Està disponible clínicament. Tot i això la taxa de detecció d'una mutació no és coneguda, per tant existeix la possibilitat d'error. Se sap que l'anàlisi de la seqüència no pot detectar la supressió d'un exó o de tot un gen.

#### Anàlisi de la supressió / duplicació
També es pot portar a terme una anàlisi per a detectar les delecions intragèniques que abracen un o més exons. Moltes d'aquestes no poden ser detectades mitjançant l'anàlisi de la seqüència.

### Biòpsies

#### Nervis
En els pacients amb la síndrome, es mostra la pèrdua de fibres mielinitzades, en particular les de major diàmetre. Fet que fa que hi hagi més dificultat per a la transmissió de l'impuls nerviós.

#### Múscul
Revela la presència de fibres atrofiades. Hi ha variacions en el diàmetre de les fibres musculars i l'aparició de petites fibres angulades.

### Proves prenatals
El diagnòstic prenatal per als embarassos amb risc és possible mitjançant l'anàlisi de l'ADN extret de cèl·lules fetals obtingudes per amniocentesi. Es realitza aproximadament entre les 15 o 18 setmanes de gestació.
Les mutacions causants de la malaltia en la família han d'haver estat identificades abans de realitzar la prova prenatal per poder dur a terme una comparació entre aquestes.

#### Diagnòstic genètic preimplantacional (DGP)
Estan disponibles per aquelles famílies amb antecedents de la malaltia per així poder assegurar que l'embrió no n'és portador.

### Passos per al diagnòstic
Per tal de confirmar o establir el diagnòstic d'un individu afectat és recomanar seguir els passos següents: 
- Observar si les troballes clíniques suggereixen el diagnòstic de la corea acantocítica.
- Comprovar que hi ha nivells elevats de creatina cinasa (CK) sèrica i d'enzims hepàtics.
- Si aquestes proves donen suport al diagnòstic de la malaltia cal que siguin excloses altres malalties semblants mitjançant la detecció de determinades molècules característiques de cada una de les síndromes. Exemple: Per tal de poder excloure la síndrome de McLeod caldria estudiar la presència d'antigen Kell a les cèl·lules.
- Un cop diagnosticada la malaltia, el diagnòstic és recolzat amb una prova de Western blot.
- En cas de dubte o resultat negatiu de la prova de Western blot, però amb indicis clars de la malaltia, cal que es tingui en consideració la seqüenciació genètica del gen causant de la malaltia VPS13A.

Les avaluacions posteriors al diagnòstic recomanades, per així poder establir un grau de la malaltia en un individu diagnosticat amb cora acantocítica, són:
- Avaluació de la ingesta: Fer un seguiment de l'alimentació de la persona.
- Electroencefalografia: Permet la detecció precoç dels signes que indiquen un major risc d'atacs epilèptics i la consideració d'ús de fàrmacs contra aquests.
- Avaluació neuropsicològica: Per tal d'identificar i tractar les possibles complicacions psicosocials.
- Electromiografia i proves de conducció nerviosa: Per documentar l'extensió de la malaltia neuromuscular.
- Avaluació de teràpia física: Per identificar i abordar les àrees amb més degeneració i afectació muscular.[7]

## Tractament
La corea acantocítica (ChAc) és una malaltia que pertany al grup de la síndrome neuroacantocítica (NA). La malaltia es manifesta externament per símptomes semblants al de la corea (malaltia), que inclou trastorns del sistema nerviós marcats per moviments involuntaris i sobresaltats especialment en braços, cames i cara, descoordinació i discinèsia bucofacial.
Existeixen diversos fàrmacs que ajuden a disminuir els símptomes que produeix la malaltia, i que s'administren als pacients afectats per aquesta.
Les diferents intervencions a nivell general per a disminuir els efectes dels símptomes de la malaltia són:
- La toxina botulínica, que ajuda a disminuir la discinèsia bucofacial que interfereix a l'hora de menjar. Relacionat amb aquest fet també cal que els pacients afectats tinguin assistència a l'hora de menjar per a evitar l'aspiració dels aliments.
- Com que els pacients afectats poden desenvolupar mutisme és apropiat fer una avaluació dels sistemes de veu a través de sistemes informàtics.
- Els dispositius mecànics de protecció poden ser necessaris per a diverses complicacions físiques com el fregament de les dents, cops de cap i caigudes repetitives. L'ús d'un protector bucal es recomana per a reduir els símptomes psiquiàtrics.
- Les fèrules poden ser usades per a evitar caigudes causades per desequilibris als peus causats per una deformitat equinovar. Aquesta deformitat comunament anomenada "peu bot", té un component distònic, també poden ser usades les injeccions de toxina botulínica.
- Fenitoïna, clobazam, vaplroat i el levetiracetam són administrats per al control de les convulsions.
- L'ús de medicaments psiquiàtrics com antidepressius o antipsicòtics està basat en el mètode convencional.
- L'ús de derivats de la dopamina com per exemple neurolèptics atípics o tetrabenzina es poden oferir tot i que s'ha de supervisar als pacients pels possibles efectes secundaris com el Parkinson i la depressió.

S'ha de tenir un control i vigilància pels pacients afectat per ChAC. S'ha de fer un seguiment de l'estat nutricional adaptant la dieta del pacient per a assegurar la ingesta calòrica suficient d'aquest. També és convenient la realització d'un electroencefalograma (EEG) cada tres anys per avaluar l'estat del pacient. Cal evitar provocar convulsions (circumstàncies d'estrès i ansietat) i l'excés d'anticonvulsius que pot empitjorar l'aparició de moviments involuntaris incontrolats.

## Recerca
Les línies d'investigació que s'estan desenvolupant entorn de la corea acantocítica estan centrades en l'ús d'electro-estimuladors com el DBS en pacients que pateixen aquesta malaltia en estadis molt avançats. Actuen directament sobre els GPi (globus pàl·lids) i pretenen disminuir els símptomes derivats de la corea (involucrada en la corea acantocitosis): discinèsia (moviments anormals involuntaris de peus i mans), contraccions musculars irregulars, etc.
L'estimulació cerebral profunda o "Deep brain simulation" (DBS) ha estat sent usada com un tractament experimental en un nombre limitat de casos refractoris de ChAc, mostrant resultats variables. Diversos estudis es mostren l'efecte d'aplicar DBS d'alta freqüència als globus pallidus internus (GPi) o globus pàl·lid (pol inferior del nucli lenticular) en pacients que pateixen un cas intractable i molt greu de corea acantocítica. Els pacients pateixen símptomes similars derivats de la ChAC que inclouen de manera general trastorns del moviment, espasmes i poc equilibri corporal. Els tractaments farmacològics convencionals com la tetrabenazina, agents atípics antipsicòtics i les injeccions de toxina botulínica han sigut insuficients i els pacients estan incapacitats per controlar els moviments involuntaris.
Així doncs, després d'introduir els elèctrodes DBS en les GPi (amb anestèsia total), s'ha pogut observar una atenuació substancial dels moviments involuntaris amb una millora completa dels moviments facials a la zona bucal en alguns dels pacients, fet que els permet menjar sense expulsar involuntàriament els aliments ingerits. També s'ha notat un avenç en el membre superior, en la part troncal, podent ser capaços de caminar una milla sense haver de ser assistits, fets que contrasten molt amb la situació anterior abans de la cirurgia, evidenciant una notable millora. Tot i això existeixen riscos a l'hora de practicar aquest tractament com per exemple infeccions (tot i que en els experiments no s'han trobat les causes d'aquesta, ja que el risc d'infecció primari en el centres per als procediments amb DBS és baix, del 2,8%).
S'arriba a la conclusió que estant d'acord amb els pocs informes existents sobre aquest tema, els resultats suggereixen que el DBS d'alta freqüència en les GPi representa una via d'actuació que promet ajudar en la corea en casos seleccionats de ChAC. Els riscos petits però existents han de ser contrastats amb els avantatges de la cirurgia per a cada pacient.